# Verein Deutscher Werkzeugmaschinenfabriken
Der Verein Deutscher Werkzeugmaschinenfabriken e. V. (VDW) ist der Wirtschaftsverband der deutschen Werkzeugmaschinenindustrie. Er wurde am 7. Dezember 1891 in Hannover gegründet und ist heute in Frankfurt am Main ansässig. Er vertritt die Interessen seiner Mitglieder, beispielsweise gegenüber dem Gesetzgeber und anderen Institutionen.

## Organisation
Der VDW besteht aus mehreren Arbeitskreisen. Jeder Arbeitskreis befasst sich mit einem abgegrenzten Thema, wie beispielsweise Steuerungstechnik, und wird in der Regel von einem Mitglied der Geschäftsleitung eines Mitgliedsunternehmens geleitet.
Der VDW finanziert sich selbst über Beiträge seiner Mitgliedsunternehmen sowie mittels Überschüssen aus seinen Messe-Aktivitäten.
Der Verein ist Mitglied im europäischen Verband der Werkzeugmaschinenhersteller CECIMO (Comité de coopération des industries de la machine-outil).

## Aktivitäten
- Die Forschungsvereinigung Werkzeugmaschinen und Fertigungstechnik e. V. (FWF) wurde 1922 ins Leben gerufen und 1999 aus dem VDW ausgegliedert. Er bildet eine Brücke zu technischen Hochschulen. Gefördert werden Projekte rund um die Produktionstechnik.[3][4]
- Seit 2003 stiftet der VDW die Technik-Kategorie des Ernst-Schneider-Preises.
- Seit 2008 unterstützt der VDW als „ideeller Träger“ die AMB (Internationale Messe für Maschinenbau) in Stuttgart. Schwerpunkt ist hier die Zerspanungstechnik.
- Der VDW ist Veranstalter der Messen EMO Hannover und METAV.[5]

## Mitglieder
Die Werkzeugmaschinenindustrie in Deutschland ist in erster Linie mittelständisch geprägt. Die meisten Mitglieder sind in Baden-Württemberg und Bayern ansässig. Ihre Kunden sind zum Großteil Automobilhersteller und -zulieferer. Die wichtigsten Mitbewerber stammen aus Japan, Südkorea und Italien.